# Dee Ford
Dee Ford (geboren am 19. März 1991 in Odenville, Alabama) ist ein ehemaliger US-amerikanischer American-Football-Spieler auf der Position des Outside Linebackers in der National Football League (NFL). Im NFL Draft 2014 wurde er in der ersten Runde von den Kansas City Chiefs ausgewählt. Bis 2021 stand er bei den San Francisco 49ers unter Vertrag.

## College
Ford besuchte fünf Jahre, von 2009 bis 2013,  die Auburn University und spielte für deren Footballteam, die Auburn Tigers. Mit den Auburn Tigers konnte Ford zweimal das Southeastern Conference Championship Game gewinnen. Besonders bei seinem zweiten Titel mit den Tigers, in seinem letzten Jahr am College, konnte Ford mit seinen Leistungen überzeugen. In 12 Spielen erreichte Ford 29 Tackles, wovon sogar die Hälfte Raumgewinn für sein Team einbrachte. Außerdem gelangen ihm 10,5 Sacks und zwei erzwungene Fumbles.

## NFL

### Kansas City Chiefs
Ford wurde im NFL Draft 2014 von den Kansas City Chiefs in der 1. Runde als 23. Spieler ausgewählt. Ford wurde von den Chiefs als Spieler auf der Position des Defensive Ends geholt, aber bereits in seinem zweiten NFL Jahr zum Linebacker umtrainiert. In seiner Rookie-Saison durfte Ford nur in wenigen Snaps spielen, dementsprechend schaffte er lediglich 8 Tackles und 1,5 Sacks. In seinem zweiten Jahr in der NFL, die Saison 2015, erhöhte sich Fords Spielzeit, aber der Durchbruch bei den Chiefs gelang ihm erst in seiner dritten Profisaison. Im Jahr 2016 war Ford in 14 von 15 Spielen in der Startformation. Ihm gelangen 38 Tackles und starke 10,0 Sacks. Mit den 10 Sacks war Ford der fünfzehntbeste Spieler der NFL nach Sacks in der Saison 2016 und der beste Spieler in seinem Team.
In der Saison 2017 kam er wegen Verletzungen nur in sechs Spielen zum Einsatz. Seine bislang beste Saison verzeichnete Ford 2018, in der er mit den Chiefs bis ins AFC Championship Game kam. In Woche 8 gelangen ihm gegen die Denver Broncos drei Sacks in einer Partie. Am 18. Dezember 2018 wurde Ford erstmals für den Pro Bowl nominiert. Er stand in allen 16 Partien der Regular Season als Starter auf dem Platz und verzeichnete 13,0 Sacks sowie sieben erzwungene Fumbles. Am 4. März 2019 belegten die Chiefs Ford, dessen Vertrag nach der Saison auslief, mit dem Franchise Tag.

### San Francisco 49ers

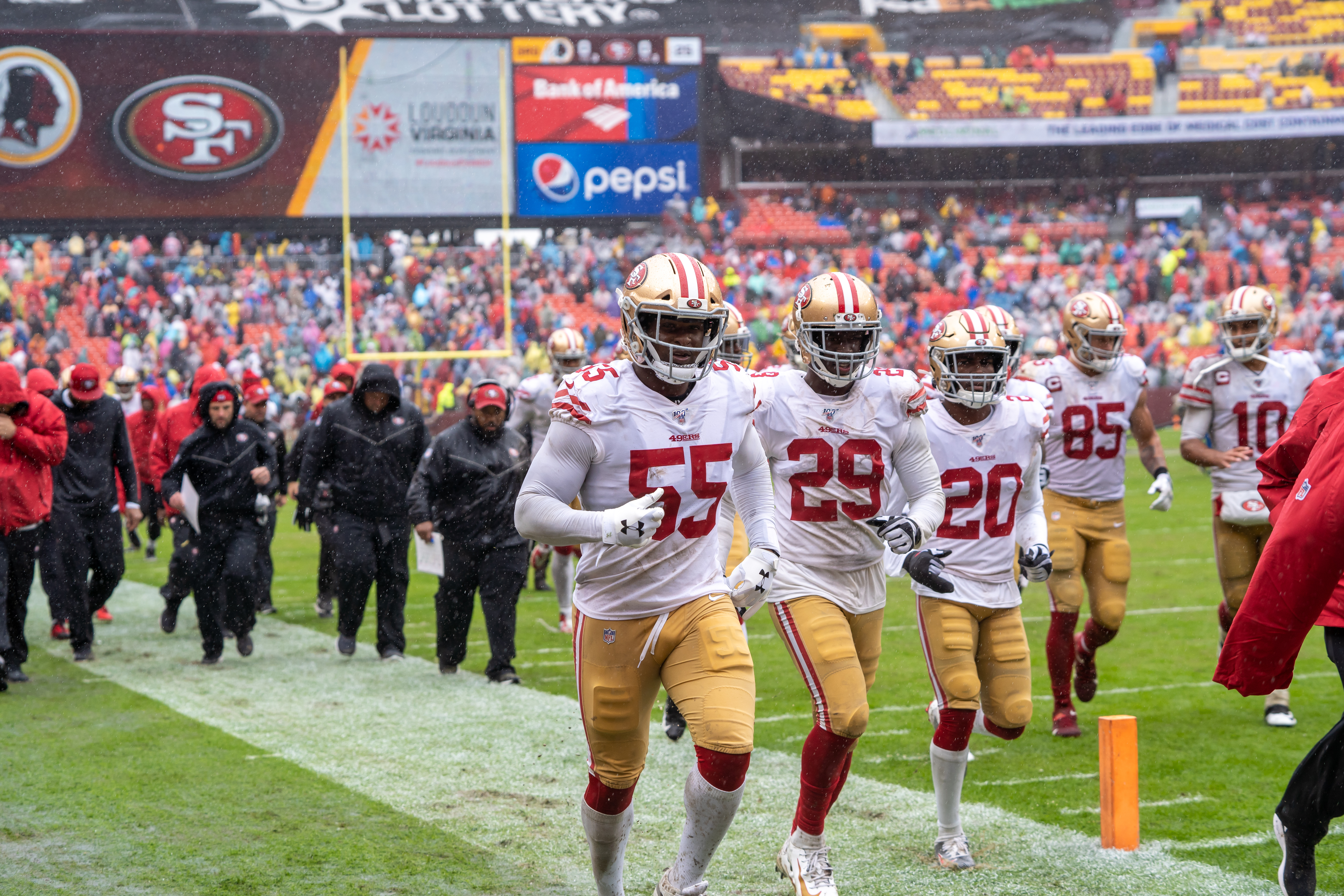
Dee Ford beim Spiel gegen die Washington Redskins

Am 12. März 2019 einigten sich die Chiefs darauf, Ford gegen einen Zweitrundenpick im NFL Draft 2020 an die San Francisco 49ers abzugeben. Direkt nach dem Trade unterschrieb Ford einen Fünfjahresvertrag über 85 Millionen US-Dollar, welcher einen maximalen Wert bis zu 87,5 Millionen US-Dollar hatte. Er gab in Woche 1 sein Debüt, dort konnte er beim 31:17-Sieg gegen die Tampa Bay Buccaneers direkt einen Sack erzielen. Seine Saisonbestleistung erzielte er in Woche 6 beim 20:7-Sieg gegen die Los Angeles Rams, als er 1,5 Sacks machen konnte. Verletzungsbedingt konnte er 2019 nur elf Spiele bestreiten, insgesamt erzielte er 6,5 Sacks. Mit den 49ers erreichte er den Super Bowl LIV, welchen die 49ers gegen Fords altes Team, die Kansas City Chiefs, mit 20:31 verloren.
2020 war wieder von Verletzungen geplagt. Er konnte nur ein Spiel bestreiten, bevor er am 3. Oktober 2020 auf die Injured Reserve List gesetzt wurde und die restliche Saison verpasste. Vor der Saison 2021 unterschrieb er einen restrukturierten Zweijahresvertrag. In der Saison konnte er die ersten sechs Spiele bestreiten und drei Sacks verbuchen, bevor am 6. November 2021 wieder auf die Injured Reserve List gesetzt wurde. Zwar wurde sein Practice Window später wieder geöffnet, allerdings wurde er nicht mehr aktiviert, wodurch er wieder die restliche Saison verpasste. Ohne ihn erreichten die 49ers das NFC Championship Game, welches sie mit 17:20 gegen die Los Angeles Rams verloren.
Am 27. Juli 2022 entließen die 49ers Ford.